# Francesco Gonzaga
Francesco Gonzaga, O.F.M. Obs. (světským jménem: Annibale Gonzaga; 31. července 1546 Gazzuolo – 11. března 1620 Mantova) byl italský římskokatolický duchovní, františkán observant, šlechtic a biskup Mantovy.

## Život
Narodil se 31. července 1546 v Gazzuolo jako syn markýze Carla Gonzagy a jeho manželky Emilie Cauzzi Gonzaga. Roku 1555 přišel o otce a výchovu převzal kardinál Ercole Gonzaga. Byl poslán do Flander na dvůr krále Filipa II. Španělského, aby zahájil svou vojenskou kariéru. Měl příležitost následovat krále do Španělska, kde rozvinul své náboženské povolání.
Rozhodl se vstoupit do Řádu menších bratří, přesněji do větve Observantů, kde přijal řeholní jméno Francesco. Studoval teologii v Alcalá de Henares a roku 1570 byl v Toledu vysvěcen na kněze. Poté se vrátil do Itálie, kde se věnoval výuce teologie. Zastával funkci provinčního ministra františkánů v Benátkách a roku 1579 byl zvolen generálním ministrem řádu. Věnoval se vypracování nových konstitucí, které by bratřím umožnily přijmout učení Tridentského koncilu.
Dne 26. října 1587 jej papež Sixtus V. jmenoval biskupem Cefalù. Biskupské svěcení přijal 15. listopadu z rukou biskupa Alessandra Andreasiho a spolusvětiteli byli biskup Giacomo Rovello a biskup Matteo Brumani. Podílel se na uplatňování tridentských dekretů, než byl 29. ledna 1593 převeden na biskupský stolec v Pavii. V Pavii zahájil obnovu biskupského paláce a výstavbu semináře. Roku 1588 založil klášter svatého Mikuláše.
Dne 30. dubna 1593 byl ustanoven biskupem Mantovy. Následující rok nechal vystavit v biskupském paláci seminář. Roku 1596 byl papežem Klementem VIII. povolán do Říma, aby jej jmenoval apoštolským nunciem v Paříži. Účastnil se práce na usmíření mezi Francií a Španělskem (Mírová smlouva z Vervins).
Během působení v Mantově pozval svatého Kamila de Lellis, aby zde založil klášter s nemocnicí.
Zemřel 11. března 1620 a byl pohřben v mantovské katedrále.

## Proces svatořečení
Proces byl zahájen 7. srpna 1627 v mantovské diecézi. V současné době mu náleží titul Ctihodný.